# Rajd Szwecji 1998
Rezultaty Rajdu Szwecji (47th International Swedish Rally), eliminacji Rajdowych Mistrzostw Świata w 1998 roku, który odbył się w dniach 6–8 lutego. Była to druga runda czempionatu w tamtym roku i jedyna na lodowym szutrze, a także druga w Production World Rally Championship. Bazą rajdu było miasto Karlstad. Zwycięzcami rajdu została fińska załoga Tommi Mäkinen i Risto Mannisenmäki w Mitsubishi Lancerze Evo IV. Wyprzedzili oni Hiszpanów Carlosa Sainza i Luisa Moyę w Toyocie Corolli WRC oraz rodaków Juhę Kankkunena i Juhę Repo w Fordzie Escorcie WRC. Z kolei w Production WRC zwyciężyła szwedzka załoga Stig-Olov Walfridsson i Benny Melander w Mitsubishi Lancerze Evo IV.
Rajdu nie ukończyły dwie załogi fabryczne. Brytyjczyk Colin McRae w Subaru Imprezie WRC miał awarię układu elektrycznego na 12. odcinku specjalnym. Z kolei Szwed Thomas Rådström w Toyocie Corolli WRC miał wypadek na 12. oesie.

## Klasyfikacja ostateczna
| Miejsce                | Zawodnik               | Pilot                  | Samochód                     | Czas                   | Strata                 | Grupa                  | Punkty                 |                        |
| Klasyfikacja generalna | Klasyfikacja generalna | Klasyfikacja generalna | Klasyfikacja generalna       | Klasyfikacja generalna | Klasyfikacja generalna | Klasyfikacja generalna | Klasyfikacja generalna | Klasyfikacja generalna |
| ---------------------- | ---------------------- | ---------------------- | ---------------------------- | ---------------------- | ---------------------- | ---------------------- | ---------------------- | ---------------------- |
| 1.                     | Tommi Mäkinen          | Risto Mannisenmäki     | Mitsubishi Lancer Evo IV     | 3:32:51.6              |                        | A8 M                   | 10                     |                        |
| 2.                     | Carlos Sainz           | Luis Moya              | Toyota Corolla WRC           | 3:33:43.2              | +51.6                  | A8 M                   | 6                      |                        |
| 3.                     | Juha Kankkunen         | Juha Repo              | Ford Escort WRC              | 3:33:50.4              | +58.8                  | A8 M                   | 4                      |                        |
| 4.                     | Kenneth Eriksson       | Staffan Parmander      | Subaru Impreza WRC           | 3:35:23.3              | +2:31.7                | A8 M                   | 3                      |                        |
| 5.                     | Marcus Grönholm        | Timo Rautiainen        | Toyota Celica GT-Four        | 3:36:21.5              | +3:29.9                | A8 TC                  | 2                      |                        |
| 6.                     | Didier Auriol          | Denis Giraudet         | Toyota Corolla WRC           | 3:37:09.8              | +4:18.2                | A8                     | 1                      |                        |
| 7.                     | Uwe Nittel             | Tina Thörner           | Mitsubishi Carisma GT Evo IV | 3:37:35.2              | +4:43.6                | A8                     |                        |                        |
| 8.                     | Bruno Thiry            | Stéphane Prévot        | Ford Escort WRC              | 3:38:59.1              | +6:07.5                | A8 M                   |                        |                        |
| 9.                     | Piero Liatti           | Fabrizia Pons          | Subaru Impreza WRC           | 3:40:38.5              | +7:46.9                | A8                     |                        |                        |
| 10.                    | Mats Jonsson           | Johnny Johansson       | Ford Escort RS Cosworth      | 3:41:05.5              | +8:13.9                | A8                     |                        |                        |
| PWRC                   |                        |                        |                              |                        |                        |                        |                        |                        |
| 1. (13.)               | Stig-Olov Walfridsson  | Benny Melander         | Mitsubishi Lancer Evo IV     | 3:43:29.8              |                        | N4                     | 10                     |                        |
| 2. (14.)               | Kenneth Bäcklund       | Tord Andersson         | Mitsubishi Lancer Evo IV     | 3:43:49.8              | +20.0                  | N4                     | 6                      |                        |
| 3. (17.)               | Juha Kangas            | Jani Laaksonen         | Mitsubishi Carisma GT Evo IV | 3:48:28.8              | +4:59.0                | N4                     | 4                      |                        |
| 4. (18.)               | Johan Kressner         | Urban Karlsson         | Mitsubishi Lancer Evo IV     | 3:49:44.0              | +6:14.2                | N4                     | 3                      |                        |
| 5. (19.)               | Gert Blomqvist         | Lena Lindberg          | Mitsubishi Lancer Evo III    | 3:50:01.2              | +6:31.4                | N4                     | 2                      |                        |
| 6. (24.)               | Per Johansson          | Tony Carlsson          | Mitsubishi Lancer Evo IV     | 3:53:44.4              | +10:14.6               | N4                     | 1                      |                        |
| 2L WRC                 |                        |                        |                              |                        |                        |                        |                        |                        |
| 1. (20.)               | Jörgen Jonasson        | Pecka Svensson         | Seat Ibiza Kit Car Evo2      | 3:50:27.7              | -                      | A7                     |                        |                        |
| 2. (27.)               | Harry Joki             | Ingemar Karlsson       | Volkswagen Golf III GTi 16V  | 3:57:10.4              | +6:42.7                | A7                     |                        |                        |
| 3. (29.)               | Jonas Kruse            | Per Schlegel           | Renault Mégane Maxi          | 3:59:23.7              | +8:56.0                | A7                     |                        |                        |

1. ↑  Litera M przy oznaczeniu grupy do której należy samochód oznacza, iż tylko ci kierowcy zdobywali punkty dla swoich zespołów liczonych w klasyfikacji producentów na koniec sezonu.

## Zwycięzcy odcinków specjalnych
| Dzień     | Odcinek | G. rozp. | Nazwa          | Długość  | Zwycięzca       | Czas    | Lider rajdu     |
| --------- | ------- | -------- | -------------- | -------- | --------------- | ------- | --------------- |
| 1 (6 LUT) | SS1     | 10:08    | Malta          | 11.88 km | Carlos Sainz    | 5:55.4  | Carlos Sainz    |
| 1 (6 LUT) | SS2     | 10:54    | Sunnemo        | 30.87 km | Thomas Rådström | 15:33.3 | Thomas Rådström |
| 1 (6 LUT) | SS3     | 12:22    | Hamra          | 35.42 km | Thomas Rådström | 19:30.7 | Thomas Rådström |
| 1 (6 LUT) | SS4     | 13:22    | Vassjon        | 4.00 km  | Tommi Mäkinen   | 3:11.1  | Thomas Rådström |
| 1 (6 LUT) | SS5     | 14:30    | Bjalverud      | 21.58 km | Thomas Rådström | 11:17.8 | Thomas Rådström |
| 1 (6 LUT) | SS6     | 15:06    | Mangen         | 22.09 km | Thomas Rådström | 12:40.0 | Thomas Rådström |
| 1 (6 LUT) | SS7     | 16:57    | Langjohanstorp | 19.44 km | Thomas Rådström | 10:09.8 | Thomas Rådström |
| 1 (6 LUT) | SS8     | 18:23    | Inre Hamn      | 2.00 km  | Thomas Rådström | 1:22.2  | Thomas Rådström |
| 2 (7 LUT) | SS9     | 10:13    | Sagen 1        | 14.76 km | Richard Burns   | 8:08.2  | Thomas Rådström |
| 2 (7 LUT) | SS10    | 11:02    | Fredriksberg   | 24.80 km | Richard Burns   | 14:20.3 | Thomas Rådström |
| 2 (7 LUT) | SS11    | 13:15    | Nyhammar       | 27.79 km | Juha Kankkunen  | 15:19.4 | Thomas Rådström |
| 2 (7 LUT) | SS12    | 15:12    | Jutbo          | 47.65 km | Tommi Mäkinen   | 27:55.3 | Tommi Mäkinen   |
| 2 (7 LUT) | SS13    | 17:25    | Skog           | 22.82 km | Tommi Mäkinen   | 13:04.1 | Tommi Mäkinen   |
| 2 (7 LUT) | SS14    | 18:25    | Lugnet         | 2.00 km  | Tommi Mäkinen   | 1:58.4  | Tommi Mäkinen   |
| 3 (8 LUT) | SS15    | 09:09    | Rammen 1       | 23.81 km | Carlos Sainz    | 12:26.1 | Tommi Mäkinen   |
| 3 (8 LUT) | SS16    | 10:57    | Sagen 2        | 14.76 km | Richard Burns   | 7:56.6  | Tommi Mäkinen   |
| 3 (8 LUT) | SS17    | 11:50    | Rammen 2       | 23.81 km | Carlos Sainz    | 12:23.1 | Tommi Mäkinen   |
| 3 (8 LUT) | SS18    | 13:30    | Mangstorp      | 22.39 km | Carlos Sainz    | 12:08.7 | Tommi Mäkinen   |
| 3 (8 LUT) | SS19    | 14:46    | I2             | 9.37 km  | Carlos Sainz    | 5:46.2  | Tommi Mäkinen   |

## Klasyfikacja po 2 rundach
Tabele przedstawiają tylko pięć pierwszych miejsc.

### Kierowcy
| Lp. | Kierowca       | Pkt |
| --- | -------------- | --- |
| 1   | Carlos Sainz   | 16  |
| 2   | Tommi Mäkinen  | 10  |
| 3   | Juha Kankkunen | 10  |
| 4   | Colin McRae    | 4   |
| 5   | Piero Liatti   | 3   |

### Producenci
| Lp. | Producent           | Pkt |
| --- | ------------------- | --- |
| 1   | Toyota Castrol Team | 16  |
| 2   | Mitsubishi Ralliart | 12  |
| 3   | Ford Motor Co. Ltd. | 11  |
| 4   | 555 Subaru WRT      | 10  |